# (3391) Синон
(3391) Синон (др.-греч. Σίνων) — типичный троянский астероид Юпитера, движущийся в точке Лагранжа L4, в 60° впереди планеты. Астероид был открыт 18 февраля 1977 года советскими астрономами Хироки Косай и Киитиро Фурукава в обсерватории Кисо и назван в честь Синона, персонажа древнегреческой мифологии.

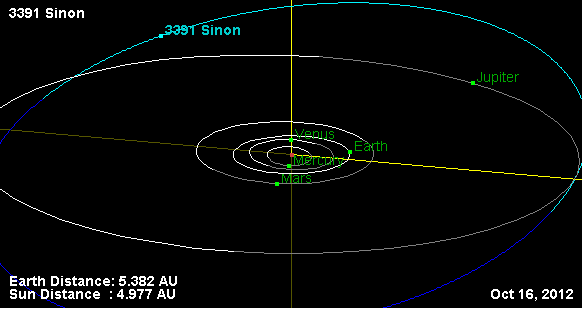
Орбита астероида Синон и его положение в Солнечной системе